# 포미닛의 수상 및 후보 목록

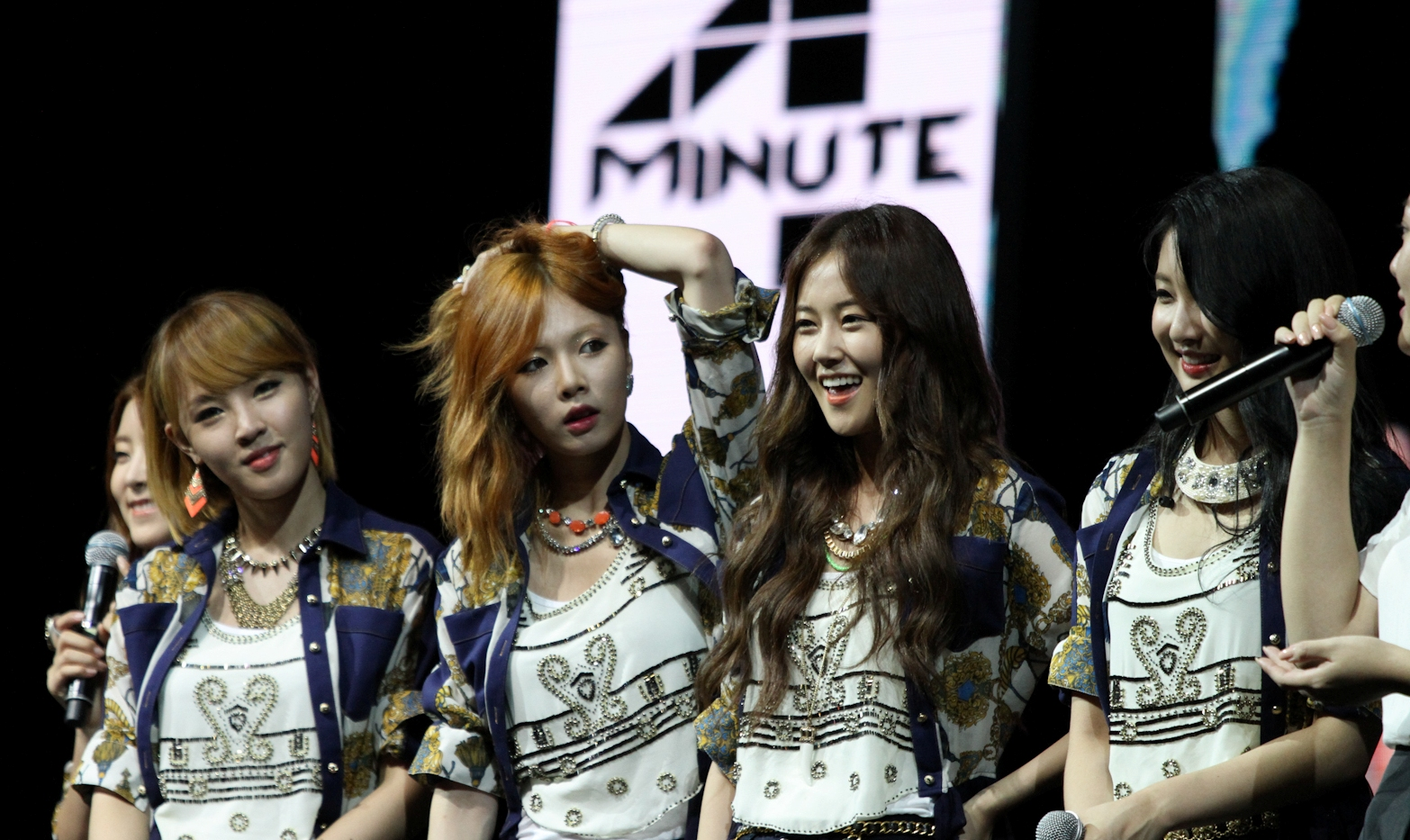
2012년 7월 15일 싱가포르에서 열린 STRAITS TIMES STAR 콘서트에서 공연중의 포미닛.

다음은 대한민국의 음악 그룹 포미닛의 수상 목록이다.

## 2009년
- 8월 4일 한국콘텐츠진흥원 《루키 뮤직 어워드》 신인 음반 부문 선정
- 8월 20일 제36회 《싸이월드 디지털 뮤직 어워드》 6월의 Rookie of the Month
- 8월 SBS 《인기가요》 8월의 파워루키
- 12월 10일 제24회 《골든 디스크》 Samsung YEPP 신인상

## 2010년
- 1월 1일 제5회 《숨피 가요 어워즈》 Top 20 songs of 2009
- 1월 1일 제5회 《숨피 가요 어워즈》 Top newcomers Silver
- 1월 1일 제5회 《숨피 가요 어워즈》 Top digital single of 2009
- 1월 3일 제16회 《대한민국 연예예술상》 여자 신인 가수상
- 1월 15일 제5회 《아시아 모델상 시상식》 BBF 인기가수상
- 8월 10일 유니버설뮤직 골든디스크상
- 8월 26일 제4회 《Mnet 20's Choice》 가장 영향력 있는 스타 20인
- 10월 23일 제7회 《아시아송 페스티벌》 아시아 인플루엔셜 아티스트상

## 2011년
- 1월 20일 제20회 《하이원 서울가요대상》 본상
- 2월 6일 《빌보드 재팬 뮤직 어워드 2010》 K-POP 뉴 아티스트상
- 12월 31일 제7회 《숨피 가요 어워즈》 Top 50 songs of 2011

## 2012년
- 1월 12일 제26회 《골든 디스크》 디지털음원부문 본상
- 1월 19일 제21회 《하이원 서울가요대상》 본상
- 12월 26일 제2회 《주간 아이돌 어워즈》 대상
- 12월 31일 제8회 《숨피 가요 어워즈》 Top 50 songs of 2012

## 2013년
- 1월 15일 제27회 《골든 디스크》 음반부문 본상

## 2014년
- 1월 16일 제28회 《골든 디스크》 디지털음원부문 본상
- 1월 23일 제23회 《하이원 서울가요대상》 본상
- 2월 12일 제3회 《가온 차트 K-POP 어워드》 올해의 가수상 음원부문 5월
- 6월 21일 《한국소아당뇨인협회 공로패》
- 10월 28일 제7회 《스타일 아이콘 어워즈》 본상
- 12월 3일 제29회 《코리아 베스트 드레서 스완 어워드》 가수부문 본상

## 2015년
- 11월 21일 제5회 《당뇨병 학술제 및 소아당뇨인 후원의 날》 서울특별시장 표창
- 11월 26일 제23회 《대한민국문화연예대상》 K-POP 10대 가수상
- 12월 9일 《대한민국 라이프스타일 어워드》 올해의 베스트 퍼포먼스상

## 2016년
- 2월 2일 《대한민국 SNS 산업대상》 미래창조과학부장관상

## 가요 프로그램 1위
| 연도           | 수상 내역 (총23회) |
| -------------- | --- |
| 2009년 (총2회) | - Muzik (총2회) - 9월 27일 SBS 《인기가요》 뮤티즌 송 1위 - 10월 1일 M.net 《엠카운트다운》 1위 |
| 2010년 (총1회) | - HUH (총1회) - 6월 17일 M.net 《엠카운트다운》 1위 |
| 2011년 (총1회) | - 거울아 거울아 (총1회) - 4월 21일 M.net 《엠카운트다운》 1위 |
| 2012년 (총3회) | - Volume Up (총3회) - 4월 17일 MBC MUSIC 《쇼 챔피언》 챔피언 송 1위 - 4월 24일 MBC MUSIC 《쇼 챔피언》 챔피언 송 1위 (2주 연속) - 5월 3일 M.net 《엠카운트다운》 1위 |
| 2013년 (총7회) | - 이름이 뭐예요? (총7회) - 5월 8일 MBC MUSIC 《쇼 챔피언》 챔피언 송 1위 - 5월 9일 M.net 《엠카운트다운》 1위 - 5월 15일 MBC MUSIC 《쇼 챔피언》 챔피언 송 1위 - 5월 16일 M.net 《엠카운트다운》 1위 (2주 연속) - 5월 19일 SBS 《인기가요》 1위 - 5월 22일 MBC MUSIC 《쇼 챔피언》 챔피언 송 1위 (3주 연속) - 5월 26일 SBS 《인기가요》 1위 (2주 연속) |
| 2014년 (총2회) | - 오늘 뭐해 (총2회) - 3월 30일 SBS 《인기가요》 1위 - 4월 3일 M.net 《엠카운트다운》 1위 |
| 2015년 (총7회) | - 미쳐 (총7회) - 2월 18일 MBC MUSIC 《쇼 챔피언》 챔피언 송 1위 - 2월 19일 M.net 《엠카운트다운》 1위 - 2월 21일 MBC 《쇼음악중심》 1위 - 2월 22일 SBS 《인기가요》 1위 - 2월 25일 MBC MUSIC 《쇼 챔피언》 챔피언 송 1위 (2주 연속) - 2월 26일 M.net 《엠카운트다운》 1위 (2주 연속) - 3월 1일 SBS 《인기가요》 1위 (2주 연속)                         |